# Championnats du monde de patinage artistique 1923
Navigation
Mondiaux 1922 Mondiaux 1924
Les championnats du monde de patinage artistique 1923 ont lieu le 21 janvier 1923 à Christiania en Norvège pour les Couples, et du 27 au 28 janvier 1923 à la patinoire extérieure de Vienne en Autriche pour les Messieurs et les Dames.  

## Podiums
| Épreuves                      | Or                                    | Argent                    | Bronze                          |
| ----------------------------- | ------------------------------------- | ------------------------- | ------------------------------- |
| Messieurs résultats détaillés | Fritz Kachler                         | Willy Böckl               | Gösta Sandahl                   |
| Dames résultats détaillés     | Herma Szabó                           | Gisela Reichmann          | Svea Norén                      |
| Couples résultats détaillés   | Ludowika Jakobsson / Walter Jakobsson | Alexia Bryn / Yngvar Bryn | Elna Henrikson / Kaj af Ekström |

## Tableau des médailles
| Rang  | Nation   | Or | Argent | Bronze | Total |
| ----- | -------- | -- | ------ | ------ | ----- |
| 1     | Autriche | 2  | 2      | 0      | 4     |
| 2     | Finlande | 1  | 0      | 0      | 1     |
| 3     | Norvège  | 0  | 1      | 0      | 1     |
| 4     | Suède    | 0  | 0      | 3      | 3     |
| Total | Total    | 3  | 3      | 3      | 9     |

## Détails des compétitions

### Messieurs
| Rang | Nom            | Nation    | Places | Points | Fig. impo. | Prog. libre |
| ---- | -------------- | --------- | ------ | ------ | ---------- | ----------- |
| 1    | Fritz Kachler  | Autriche  | 7      |        |            |             |
| 2    | Willy Böckl    | Autriche  | 12     |        |            |             |
| 3    | Gösta Sandahl  | Suède     | 16     |        |            |             |
| 4    | Ernst Oppacher | Autriche  | 16     |        |            |             |
| 5    | Ludwig Wrede   | Autriche  | 25     |        |            |             |
| 6    | Artur Vieregg  | Allemagne | 29     |        |            |             |

### Dames
| Rang | Nom              | Nation      | Places | Points | Fig. impo. | Prog. libre |
| ---- | ---------------- | ----------- | ------ | ------ | ---------- | ----------- |
| 1    | Herma Szabó      | Autriche    | 6      |        |            |             |
| 2    | Gisela Reichmann | Autriche    | 12     |        |            |             |
| 3    | Svea Norén       | Suède       | 16     |        |            |             |
| 4    | Ethel Muckelt    | Royaume-Uni | 16     |        |            |             |

### Couples
| Rang | Nom                                     | Nation   | Places | Points |
| ---- | --------------------------------------- | -------- | ------ | ------ |
| 1    | Ludowika Jakobsson / Walter Jakobsson   | Finlande | 6.5    |        |
| 2    | Alexia Bryn / Yngvar Bryn               | Norvège  | 10.5   |        |
| 3    | Elna Henrikson / Kaj af Ekström         | Suède    | 14     |        |
| 4    | Margit Engebretsen / Bjarne Engebretsen | Norvège  | 19     |        |
| 5    | Randi Bakke / Christen Christensen      | Norvège  | 25     |        |